# 龜岡車站
龜岡車站（日语：／ Kameoka eki */?）是由西日本旅客鐵道（JR西日本）所經營的鐵路車站，位於日本京都府龜岡市追分町。本站是山陰本線（嵯峨野線）的車站，也是龜岡市主要的車站。本站由JR西日本京都支社管轄範圍，除了是一部份京都發車的普通列車之折返車站之外，所有途經嵯峨野線的特急列車皆會在此站停靠。
極受觀光客歡迎的保津川泛舟（保津川下り）之乘船碼頭就位於龜岡車站北口東北方步行約10分鐘處的桂川河岸，從此處出發遊船會穿過風景壯麗的保津峽，一直到下游的嵐山地區上岸。車站南口正面則可見到丹波龜山城的遺址，是戰國時代武將明智光秀統治丹波國時所修築的城池。

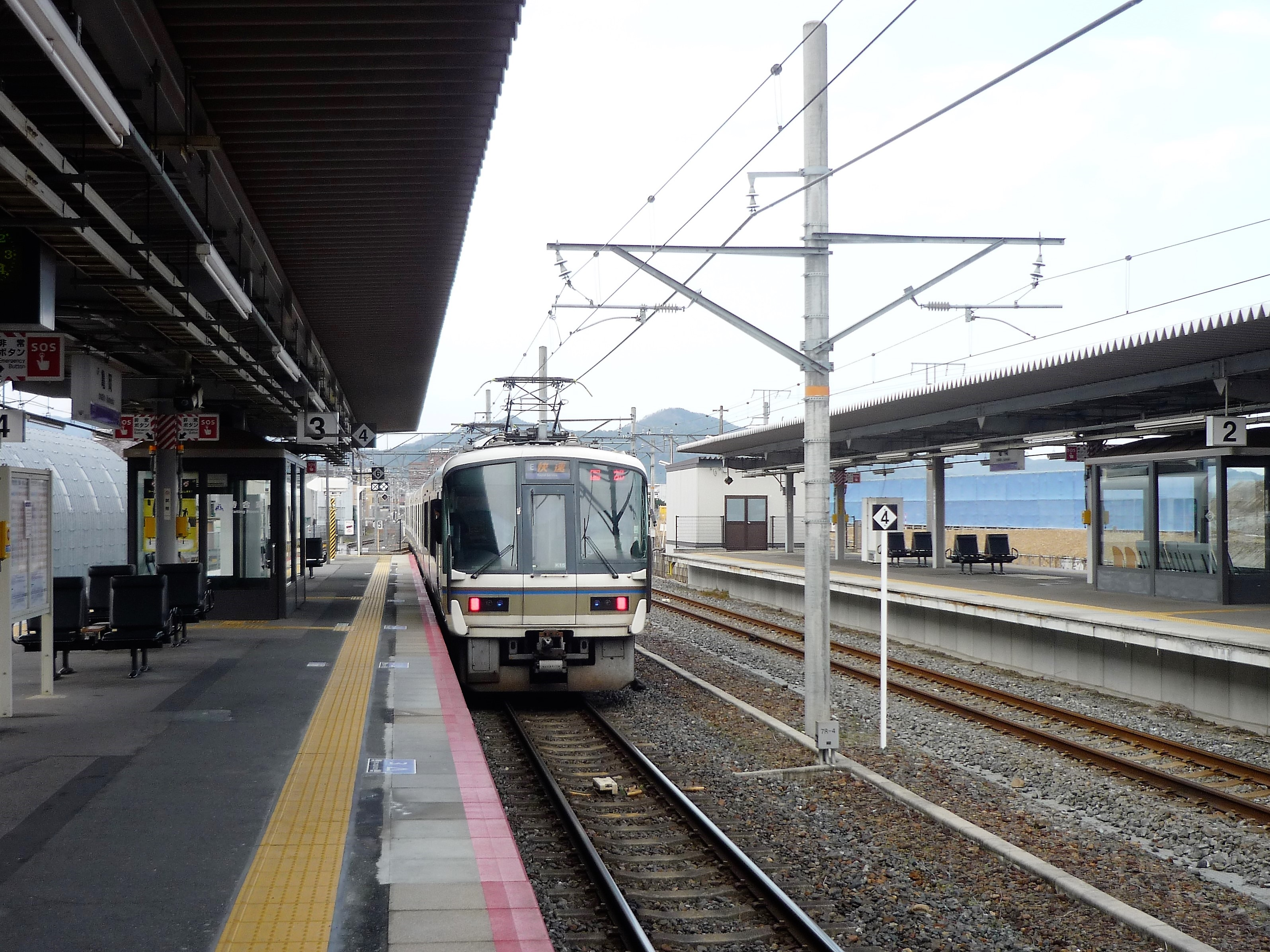
月台(2017年12月)

## 車站結構
本站為島式月台2面4線，可進行待避的地面車站，站內設有跨站式站房。

### 月台配置
| 月台 | 路線     | 方向 | 目的地                 | 備註                   |
| ---- | -------- | ---- | ---------------------- | ---------------------- |
| 1、2 | 嵯峨野線 | 上行 | 二條、京都方向         | 一部分於4號月台        |
| 3、4 | 嵯峨野線 | 下行 | 園部、福知山、舞鶴方向 | 園部、福知山、舞鶴方向 |

## 使用情況
2017年（平成29年）度1日平均上車人次為8,929人。
龜岡市的代表站，作為京都、大阪的睡城發展，使用人數非常多，在一些時間此站往京都方向的列車相當擁擠。
| 年度   | 1日平均 上車人次 |
| ------ | ---------------- |
| 1999年 | 9,682            |
| 2000年 | 9,622            |
| 2001年 | 9,825            |
| 2002年 | 9,764            |
| 2003年 | 9,819            |
| 2004年 | 9,860            |
| 2005年 | 9,964            |
| 2006年 | 9,877            |
| 2007年 | 9,644            |
| 2008年 | 9,567            |
| 2009年 | 9,356            |
| 2010年 | 9,463            |
| 2011年 | 9,388            |
| 2012年 | 9,449            |
| 2013年 | 9,468            |
| 2014年 | 9,195            |
| 2015年 | 9,128            |
| 2016年 | 9,038            |
| 2017年 | 8,929            |
| 2018年 | 8,852            |

嵯峨野線（京都駅 - 園部駅間）では京都駅・二条駅に次いで多い。

## 相鄰車站
西日本旅客鐵道
 嵯峨野線（山陰本線）
- 特急「城崎」「橋立」「舞鶴」停車站

■快速（此站起往並河方向各站停車）
嵯峨嵐山（JR-E08）－龜岡（JR-E11）－並河（JR-E12）
■普通
馬堀（JR-E10）－龜岡（JR-E11）－並河（JR-E12）

## 外部連結
- 龜岡｜車站資訊：JR出門網 - 西日本旅客鐵道